# Эвност
Эвност (др.-греч. Εὔνοστος) — царь кипрского города Солы в IV веке до н. э., возможно был сыном царя Пасикрата и братом триерарха Никокла. Муж египетской царевны Эйрены, дочери Птолемея Лагида. Во время войн диадохов оставался лояльным своему тестю. Чеканил собственные монеты по персидскому стандарту. По одной из версий, его потомки играли важную роль в дальнейшей истории эллинистического Египта.

## Биография
Эвност был царём кипрского города Солы. У древних авторов разнится написание данного титула, использовались термины басилевс (др.-греч. βασιλεύς) и династ (др.-греч. δυνάστης), также правителя могли называть просто по названию города — Солийским (др.-греч. ὁ Σόλιος). Его имя на древнегреческом означает «доброе возвращение домой».
Точное происхождение Эвноста неизвестно. Предполагается, что он был старшим сыном царя Пасикрата. В таком случае брат Эвноста Никокл упоминается как один из триерархов флота Александра Македонского во время Индийского похода. Ещё одним возможным родственником, братом или дядей, называли Стасанора, сатрапа Дрангианы. По мнению Альфреда Шиффа, как в случае с саламинскими Никокреоном и Нитафоном, старший брат наследовал престол, а младший принимал участие в экспедиции Александра. Также исследователь отмечал, что неясно, как кипрский царь получил специфическое беотийское имя. Однако российский историк Евгений Стоянов отметил, что предположение о родственных связях Эвноста «столь же распространено, сколь и бездоказательно».
Во время Кипрской войны, около 321—320 годов до н. э. Пасикрат вместе с тремя другими правителями кипрских городов заключил союз с наместником Египта Птолемеем, направленный против центральной македонской власти в лице Пердикки. Считается, что Пасикрат умер во время или сразу после этой войны, ко времени раздела в Трипарадисе царём был уже Эвност. Его правление подтверждается свидетельствами Евстафия Солунского и находками монет Эвноста. Во время Третьей войны диадохов часть кипрских царей поддержала Антигона, однако Эвност остался лоялен Птолемею. Победив Антигона, Птолемей вручил верховную власть над Кипром царю Саламина Никокреону. Дальнейшая судьба Эвноста, как и других лояльных Египту царей Кипра, неизвестна, Катерин Лорбер сомневалась, чтобы Птолемей I сместил верных ему царей Кипра, это бы негативно сказалось на отношении к нему. Особенно он бы не стал смещать правителей, с которыми заключал союзные договора и династические браки. Крис Беннет предполагал, что цари могли править до своей смерти либо были смещены Деметрием Полиоркетом во время захвата острова — либо они отказались от власти в обмен на значительные земельные наделы внутри государства Лагидов. По мнению исследователя, в 311 году до н. э. все кипрские царства были ликвидированы.
Немецкий антиковед Курт Вахсмут первым связал с Эвностом название Эвностовой гавани (др.-греч. Εὐνόστου λιμήν) в Александрии. Это была открытая западная гавань города, использовавшаяся преимущественно торговыми судами. Данную версию поддержали историки Отто Пухштейн и Бенедикт Низе. Альфред Шифф, однако, считал её необоснованной указывая, что все другие гавани города имеют народное название, а также на умолчание Страбоном данного факта при описании порта.

## Семья и предполагаемые потомки
Солийский властитель женился на Эйрене — дочери Птолемея от его связи с гетерой Таис. Саму женитьбу историки датируют по-разному, в промежутке 333—294 годов до н. э. По мнению Зелинского А. Л., это обстоятельство «весьма престижного замужества» доказывает, что родители Эйрены могли состоять в законном союзе. В то же время, по замечанию Ирины Свенцицкой, дочери Птолемея от известных официальных браков выдавались за более могущественных властителей. Кипр же после 313 года до н. э. фактически находился под контролем египетского правителя: островные города имели статус его союзников, но здесь находилась ставка птолемеевского стратега. Таким образом, хоть Эйрена и принадлежала к ближайшему окружению своего отца, но «занимала в нём второстепенное положение по сравнению с другими дочерьми». Саму свадьбу исследовательница датировала не ранее 313 года до н. э. Крис Беннетт связывал замужество Эйрены с воцарением Эвноста. Птолемей I выдал за него свою дочь, чтобы обеспечить лояльность нового кипрского правителя. Саму женитьбу он датировал 320—315 годами до н. э. Ван Оппен разделял мнение Беннетта о поводе для брака. Исследователь также заметил что Птолемея I могли связывать дружеские отношения с солийским царским домом. Во время похода Александра Великого он познакомился с другими его представителями — Никоклом и Стасанором. Альфред Шифф считал свадьбу наградой за верную службу и верноподданство династии солийских царей, при этом он замечал, что не нужно переоценивать политическое значение данного брака из-за низкого статуса кипрских царей на тот период.
Исследователь ван Оппен предположил, что потомки Эйрены и Эвноста могли играть важную роль в последующей истории эллинистического Египта. Он указывал, что имя Эйрена почти не использовалось в доэллинистической Греции, но потом стало достаточно популярным в эллинистическом Египте. К потомкам Эйрены и Эвноста он относил нескольких высокопоставленных женщин по имени Эйрена:
- Эйрена — любовница убитого восставшими фракийскими наёмниками в Эфесе Птолемея — предполагаемого бастарда Птолемея II от Билистихи[англ.].
- Эйрена — жрица Арсинои III, её отцом был стратег Кипра Птолемей, а сыном — другой стратег Кипра, Андромах.
- Эйрена — любовница Птолемея VIII Фискона, предполагаемая мать Птолемея Апиона.
- Эйрас[К 3] — одна из двух доверенных служанок Клеопатры VII, разделивших с ней смерть[19].

## Монеты
Эвност чеканил свои собственные монеты номиналом 1/12 статера по персидскому стандарту. На аверсе изображён бог Аполлон в лавровом венке, на реверсе — богиня Афродита в миртовом венке и ожерелье, волосы собраны в пучок. Легенда на монетах состоит из инициалов царя на кипрском силлабическом письме. Нумизматы датируют монеты 315—311 годами до н. э.

### Комментарии
1. ↑  Вальдемар Хеккель не исключал, что Нитафон был старшим сыном Пнитагора, которого саламинский царь был вынужден отправить к Александру. Соответственно, после скорой смерти Пнитагора царём стал младший сын Никокреон, который остался в родном городе[5].
2. ↑  В данном случае, Кипрская война — это название Кипрского театра военных действий во время Первой войны диадохов.
3. ↑  Гипокористика имени Эйрена. Сам ван Оппен признавал сомнительной версию о принадлежности Эйрас к этому роду[19].

### Первичные источники
- Афиней. Пир мудрецов. Книги 9—15. — Москва: Наука, 2010. — 597 с. — ISBN 978-5-02-037384-6.
- Евстафий Солунский. Комментарий к Иллиаде.
- Арриан. Индия / Пер. С. П. Кондратьева // Вестник древней истории. — 1940. — № 2. — С. 230—263. — ISSN 0321-0391.
- Страбон. География в 17 книгах / Перевод, статья и комментарии Г. А. Стратановского под общей редакцией проф. С. Л. Утченко. — Москва: Ладомир, 1994.

### Исследования
- Борухович В. Г. В мире античных свитков. — Саратов : Издательство Саратовского университета, 1975. — 222 с.
- Свенцицкая И. С. Таис Афинская // Вопросы истории. — 1987. — № 3. — С. 90—95. — ISSN 0042-8779.
- Стоянов Е. О. К вопросу о происхождении Стасанора Солийского // Проблемы истории, филологии, культуры. — 2016. — № 2. — С. 100—110. — ISSN 1992-0431.
- Bennett, Chris. Eirene :  [англ.] // The Egyptian Royal Genealogy Project. — Tyndale house, 2010. — 15 January.
- Heckel W. Who's Who in the Age of Alexander and his Successors. From Chaironea to Ipsos (338—301 BC) (англ.). — Barnsley: Greenhill Books, 2021. — 554 p. — ISBN 978-1-78438-648-1.
- van Oppen de Ruiter, Branko Fredde. The Marriage of Eirene and Eunostus of Soli. An Episode in the Age of the Successors :  [англ.] // Athenaeum: Studi Periodici di Letteratura e Storia dell'antichità. — 2015. — № 2. — С. 458—476. — ISSN 0004-6574.
- Schiff A.[нем.]. Eunostos 4 :  [нем.] // Paulys Realencyclopädie der classischen Altertumswissenschaft. — 1907. — Bd. VI,1. — Kol. 1138—1139.
- Schiff A. Εὐνόστου λιμήν :  [нем.] // Paulys Realencyclopädie der classischen Altertumswissenschaft. — 1907. — Bd. VI,1. — Kol. 1139—1143.